# Heinrich Ernst Karl Jordan
Heinrich Ernst Karl Jordan (7 dicembre 1861 – 12 gennaio 1959) è stato un entomologo tedesco.

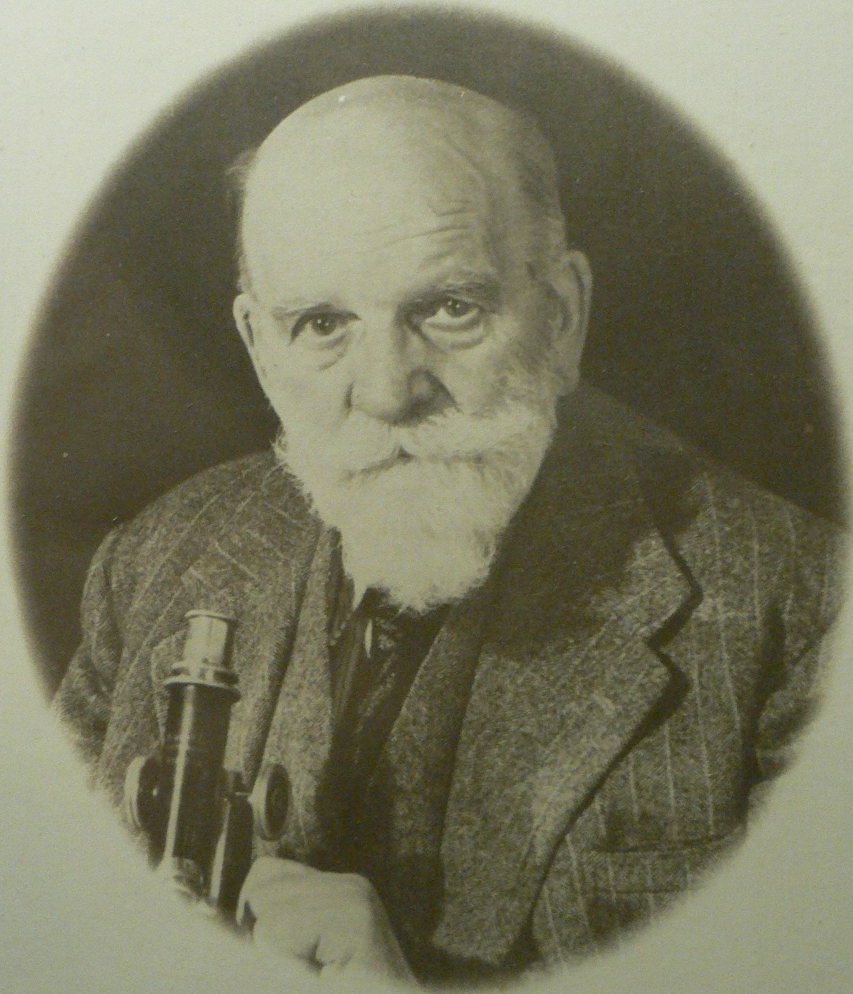
Heinrich Ernst Karl Jordan

Jordan nacque ad Hannover e studiò presso l'Università di Gottinga. Nel 1893 iniziò ad operare al Museo di Walter Rothschild a Tring, specializzabdosi sui Coleotteri, sui Lepidotteri e sui Sifonatteri. Pubblicò oltre 400 lavori, molti dei quali in collaborazione con Charles e Walter Rothschild, e descrisse 2575 nuove specie per conto proprio, cui ne vanno aggiunte altre 851 in collaborazione con i Rothschild.
Jordan fondò il primo Congresso Entomologico Internazionale, che si svolse nel 1910. Fu membro della Royal Society e presidente della Società Entomologica di Londra dal 1929 al 1930.

## Opere
- Die Schmetterlingsfauna Göttingens. Alfeld 1885, Dissertation